# Карасор (озеро, Карабалыкский район)
Карасор (каз. Қарасор) — озеро в Карабалыкском районе Костанайской области Казахстана. Находится в 7 км к востоку от села Ленинское.
По данным топографической съёмки 1944 года, площадь поверхности озера составляет 5,29 км². Наибольшая длина озера — 3 км, наибольшая ширина — 2,3 км. Длина береговой линии составляет 8,4 км, развитие береговой линии — 1,02. Озеро расположено на высоте 209,6 м над уровнем моря.